# Anna Streżyńska
Anna Maria Streżyńskaⓘ z domu Bajorek (ur. 11 maja 1967 w Warszawie) – polska prawniczka, przedsiębiorca i urzędniczka państwowa. W latach 2006–2012 prezes Urzędu Komunikacji Elektronicznej, w latach 2015–2018 minister cyfryzacji w rządach Beaty Szydło oraz Mateusza Morawieckiego, od 2025 dyrektor Instytutu Łączności.

## Życiorys
W 1994 ukończyła studia prawnicze na Wydziale Prawa i Administracji Uniwersytetu Warszawskiego. W latach 1995–1997 pracowała w Urzędzie Ochrony Konkurencji i Konsumentów. Od 1998 do 2001 była doradcą trzech kolejnych ministrów łączności w rządzie Jerzego Buzka, a od 2000 także dyrektorem departamentu w tym resorcie.
W latach 2001–2004 zajmowała stanowisko dyrektora w Instytucie Badań nad Gospodarką Rynkową. Była też dyrektorem programowym periodyku „Prawo i ekonomia w telekomunikacji”. W 2004 założyła Centrum Studiów Regulacyjnych.
Od 15 listopada 2005 do 6 maja 2006 zajmowała stanowisko podsekretarza stanu do spraw łączności w Ministerstwie Transportu i Budownictwa. Od 14 stycznia 2006 do 8 maja 2006 pełniła obowiązki prezesa Urzędu Komunikacji Elektronicznej, które zostały powierzone jej przez Kazimierza Marcinkiewicza po przekształceniu UKE z Urzędu Regulacji Telekomunikacji i Poczty. Od 8 maja 2006 do 1 lutego 2012 sprawowała urząd prezesa UKE.
W 2013 została ekspertem Fundacji Republikańskiej i objęła funkcję wiceprezesa w nowo powołanym Stowarzyszeniu „Republikanie”, założonym przez posła Przemysława Wiplera, które zaangażowało się w projekt posła Jarosława Gowina „Godzina dla Polski” (i następnie w powstanie partii Polska Razem, z którą Anna Streżyńska podjęła współpracę jako ekspert). Po ustąpieniu Przemysława Wiplera z funkcji prezesa „Republikanów” przejęła jego obowiązki, jednak krótko po przegraniu wyborów na prezesa opuściła szeregi stowarzyszenia.
Od 2012 związana ze spółką Wielkopolska Sieć Szerokopasmowa, gdzie była przewodniczącą rady nadzorczej, a w 2014 została jej prezesem. W 2015 powierzono jej kierowanie projektem Internet dla Mazowsza. Zasiadła także w różnych ciałach doradczych, m.in. w Radzie ds. Cyfryzacji w Ministerstwie Administracji i Cyfryzacji oraz UNGC. Od sierpnia 2015 członkini rady Ośrodka Analiz Strategicznych.
16 listopada 2015 powołana na urząd ministra cyfryzacji w rządzie Beaty Szydło. Została rekomendowana przez Polskę Razem, która w listopadzie 2017 przekształciła się w Porozumienie (Anna Streżyńska nie zdecydowała się jednak przystąpić do ugrupowania).
11 grudnia 2017 objęła stanowisko ministra cyfryzacji w nowo utworzonym rządzie Mateusza Morawieckiego. Została odwołana 9 stycznia 2018. W tym samym miesiącu ogłoszono powstanie przedsiębiorstwa technologicznego MC² Solutions, w którym powierzono jej funkcję prezesa zarządu. W 2024 z ramienia lokalnego komitetu kandydowała do rady powiatu pruszkowskiego.
W marcu 2025 została powołana na stanowisko dyrektora Instytutu Łączności.

## Życie prywatne
Zamężna z Józefem Streżyńskim, ma dwie córki.

## Wyróżnienia
W 2008 została uhonorowana Nagrodą im. Andrzeja Bączkowskiego (przyznaną za zwalczanie monopolu Telekomunikacji Polskiej). W 2010 otrzymała Brązowy Medal za Długoletnią Służbę oraz Odznakę Honorową „Bene Merito”. W 2012 wyróżniona Nagrodą im. Marka Cara. W 2017 organizacja branżowa CIONET Polska przyznała Annie Streżyńskiej jako ministrowi cyfryzacji i jej zespołowi nagrodę Digital Excellence Award 2017 za transformację cyfrową.